# Бао Вэньюэ
Ба́о Вэньюэ́ (кит. 鮑文樾, пиньинь Bào Wényuè; 1892—1980) — китайский военачальник, командующий китайской коллаборационистской армией при режиме Ван Цзинвэя.

## Биография
Родился в 1892 году в китайской провинции Ляонин. Окончил Пекинский военный институт.
С 1931 по 1939 год член Центрального военного совета Китайской Республики. Командовал силами обороны северо-восточного Китая. В 1939 году сдался японцам и был объявлен изменником родины. Перейдя на сторону центрального правительства Ван Цзинвэя, получил звание генерала и занял пост командующего армией. После капитуляции Японии и расформирования коллаборационистского правительства в августе 1945 года был арестован.
В 1946 году приговорён к смертной казни. Приговор выполнен не был, впоследствии Бао был перевезён на Тайвань, где находился в заключении до 1975 года после чего был амнистирован по состоянию здоровья, отбыв в заключении 30 лет. Умер в Тайбэе в 1980 году.